# Scott Lipsky
Scott Lipsky (ur. 14 sierpnia 1981 w Merrick) – amerykański tenisista, zwycięzca French Open 2011 w grze mieszanej.

## Kariera tenisowa
Lipsky karierę tenisową rozpoczął w roku 2003. Przez pierwsze lata swojej kariery grywał głównie we turniejach serii ITF Futures i ATP Challenger Tour. W turniejach rangi ATP World Tour pierwszy znaczący wynik odniósł w roku 2007 dochodząc do finału w Los Angeles. Partnerem deblowym Lipsky’ego był wówczas David Martin. Mecz o tytuł przegrali z Bobem i Mikiem Bryanami.
W roku 2008 Amerykanin na początku sezonu wygrał swój pierwszy turniej ATP World Tour, na kortach twardych w San José, pokonując razem z Martinem braci Bryanów. W dalszych miesiącach rozegrał jeszcze finały w Monachium, Indianapolis oraz Bangkoku (wszystkie w parze z Martinem).
Sezon 2009 Lipsky zakończył z jednym wygranym turniejem, na nawierzchni ziemnej w Estoril (w parze z Erikiem Butoracem), oraz finałem w Auckland (w parze z Leanderem Paesem).
W lipcu 2010 roku odniósł zwycięstwo z Rajeevem Ramem w Atlancie, gdzie w finale pokonali duet Rohan Bopanna-Kristof Vliegen.
W lutym 2011 Amerykanin po raz kolejny zagrał w finale zawodów ATP, na twardych kortach w Johannesburgu. Wspólnie z Rajeevem Ramem przegrali jednak decydujący pojedynek z parą James Cerretani-Adil Shamasdin. Czwarty zawodowy turniej w deblu Amerykanin wygrał z Ramem w tym samym miesiącu w San José. Mecz finałowy zakończył się zwycięstwem Amerykanów 6:4, 4:6, 10–8 nad parą Alejandro Falla-Xavier Malisse. Podczas zmagań w Delray Beach z końca lutego, Lipsky wygrał swój piąty deblowy turniej, ponownie grając w parze z Ramem, a w finale pokonali duet Christopher Kas-Alexander Peya. Pod koniec kwietnia Lipsky odniósł zwycięstwo w Barcelonie, tworząc parę z Santiago Gonzálezem. W finale pokonali braci Bryanów. We French Open, wraz z Australijką Casey Dellacquą wygrał grę mieszaną pokonując w finale parę Katarina Srebotnik i Nenad Zimonjić 7:6(6), 4:6, 10–7.
W 2012 roku razem z Treatem Hueyem doszedł do finału turnieju w Halle, w którym ulegli Aisamowi-ul-Haq Qureshiemu i Jean-Julienowi Rojer 3:6, 4:6. Następnie w lipcu, razem z Santiago Gonzálezem pokonali Colina Fleminga i Rossa Hutchinsa z wynikiem 7:6(3), 6:3 w finale turnieju w Newport. W następnym miesiącu Lipsku w parze z Meksykaninem wywalczyli tytuł w Winston-Salem.
Pierwszy finał w 2013 roku Amerykanin osiągnął w Oeiras, w parze z Santiago Gonzálezem. Tenisiści w spotkaniu o tytuł pokonali Aisama-ul-Haq Qureshiego i Jeana-Juliena Rojera. Drugi w sezonie tytuł Lipsky wywalczył w Halle, w parze z Gonzálezem.
W 2014 roku Lipsky razem z Gonzálezem obronili tytuł w Oeiras. Zawodnicy w meczu mistrzowskim wygrali z parą Pablo Cuevas–David Marrero. W maju debel triumfował z zawodach w Düsseldorfie, gdzie w meczu mistrzowskim pokonali Martina Emmricha i Christophera Kasa z wynikiem 7:5, 4:6, 10–3. Dwudziesty finał w karierze Lipsky osiągnął w połowie czerwca w ’s-Hertogenbosch, jednak mecz o tytuł para González–Lipsky przegrała z deblem Jean-Julien Rojer–Horia Tecău.
Pierwszy finał w sezonie 2015 Lipsky osiągnął w Houston razem z Treatem Hueyem. Para uległa w finale 4:6, 4:6 z Ričardasem Berankisem i Tejmurazem Gabaszwilim. W maju podczas zawodów w Estoril w tym samym składzie odnieśli zwycięstwo nad Marc López–David Marrero. Latem Amerykanin razem z Erikiem Butoracem osiągnął finał w Winston-Salem. Na początku listopada debel Butorac–Lipsky okazał się najlepszy w Walencji.
W sezonie 2016 pierwszy finał Lipsky osiągnął w Auckland wraz z Butoracem, jednak przegrali z Matem Paviciem i Michaelem Venusem. Na początku maja Amerykanin triumfował razem z Butoracem w Estoril, po zwycięstwie w finale nad Łukaszem Kubotem i Marcinem Matkowskim.
W roku 2017 Amerykanin został mistrzem jednych zawodów, w październiku w Antwerpii wspólnie z Divijem Sharanem. Uczestniczył także w jednym przegranym finale, ze stycznia w Auckland.
W 2018 roku zakończył karierę zawodową.
Najwyżej sklasyfikowany w rankingu deblistów był na 21. miejscu w czerwcu 2013 roku.

### Finały w turniejach ATP World Tour
| Legenda                                      |
| -------------------------------------------- |
| Wielki Szlem                                 |
| Igrzyska olimpijskie                         |
| Tennis Masters Cup / ATP Finals              |
| ATP Masters Series / ATP Tour Masters 1000   |
| ATP International Series Gold / ATP Tour 500 |
| ATP International Series / ATP Tour 250      |

#### Gra mieszana (1–0)
| Końcowy wynik | Nr | Data           | Turniej            | Nawierzchnia | Partnerka       | Przeciwnicy                       | Wynik finału      |
| ------------- | -- | -------------- | ------------------ | ------------ | --------------- | --------------------------------- | ----------------- |
| Zwycięzca     | 1. | 4 czerwca 2011 | French Open, Paryż | Ceglana      | Casey Dellacqua | Katarina Srebotnik Nenad Zimonjić | 7:6(6), 4:6, 10–7 |

#### Gra podwójna (16–12)
| Końcowy wynik | Nr  | Data                 | Turniej          | Nawierzchnia  | Partner           | Przeciwnicy                            | Wynik finału       |
| ------------- | --- | -------------------- | ---------------- | ------------- | ----------------- | -------------------------------------- | ------------------ |
| Finalista     | 1.  | 22 lipca 2007        | Los Angeles      | Twarda        | David Martin      | Bob Bryan Mike Bryan                   | 6:7(5), 2:6        |
| Zwycięzca     | 1.  | 24 lutego 2008       | San José         | Twarda (hala) | David Martin      | Bob Bryan Mike Bryan                   | 7:6(4), 7:5        |
| Finalista     | 2.  | 4 maja 2008          | Monachium        | Ceglana       | David Martin      | Michael Berrer Rainer Schüttler        | 5:7, 6:3, 8–10     |
| Finalista     | 3.  | 20 lipca 2008        | Indianapolis     | Twarda        | David Martin      | Ashley Fisher Tripp Phillips           | 6:3, 3:6, 5–10     |
| Finalista     | 4.  | 28 września 2008     | Bangkok          | Twarda (hala) | David Martin      | Lukáš Dlouhý Leander Paes              | 4:6, 6:7(4)        |
| Finalista     | 5.  | 17 stycznia 2009     | Auckland         | Twarda        | Leander Paes      | Martin Damm Robert Lindstedt           | 5:7, 4:6           |
| Zwycięzca     | 2.  | 10 maja 2009         | Estoril          | Ceglana       | Eric Butorac      | Martin Damm Robert Lindstedt           | 6:3, 6:2           |
| Zwycięzca     | 3.  | 25 lipca 2010        | Atlanta          | Twarda        | Rajeev Ram        | Rohan Bopanna Kristof Vliegen          | 6:3, 6:7(4), 12–10 |
| Finalista     | 6.  | 6 lutego 2011        | Johannesburg     | Twarda        | Rajeev Ram        | James Cerretani Adil Shamasdin         | 3:6, 6:3, 7–10     |
| Zwycięzca     | 4.  | 13 lutego 2011       | San José         | Twarda (hala) | Rajeev Ram        | Alejandro Falla Xavier Malisse         | 6:4, 4:6, 10–8     |
| Zwycięzca     | 5.  | 27 lutego 2011       | Delray Beach     | Twarda        | Rajeev Ram        | Christopher Kas Alexander Peya         | 4:6, 6:4, 10–3     |
| Zwycięzca     | 6.  | 24 kwietnia 2011     | Barcelona        | Ceglana       | Santiago González | Bob Bryan Mike Bryan                   | 5:7, 6:2, 12–10    |
| Finalista     | 7.  | 17 czerwca 2012      | Halle            | Trawiasta     | Treat Huey        | Aisam-ul-Haq Qureshi Jean-Julien Rojer | 3:6, 4:6           |
| Zwycięzca     | 7.  | 15 lipca 2012        | Newport          | Trawiasta     | Santiago González | Colin Fleming Ross Hutchins            | 7:6(3), 6:3        |
| Zwycięzca     | 8.  | 25 sierpnia 2012     | Winston-Salem    | Twarda        | Santiago González | Pablo Andújar Leonardo Mayer           | 6:3, 4:6, 10–2     |
| Zwycięzca     | 9.  | 5 maja 2013          | Oeiras           | Ceglana       | Santiago González | Aisam-ul-Haq Qureshi Jean-Julien Rojer | 6:3, 4:6, 10–7     |
| Zwycięzca     | 10. | 16 czerwca 2013      | Halle            | Trawiasta     | Santiago González | Daniele Bracciali Jonatan Erlich       | 6:2, 7:6(3)        |
| Zwycięzca     | 11. | 4 maja 2014          | Oeiras           | Ceglana       | Santiago González | Pablo Cuevas David Marrero             | 6:3, 3:6, 10–8     |
| Zwycięzca     | 12. | 24 maja 2014         | Düsseldorf       | Ceglana       | Santiago González | Martin Emmrich Christopher Kas         | 7:5, 4:6, 10–3     |
| Finalista     | 8.  | 21 czerwca 2014      | ’s-Hertogenbosch | Trawiasta     | Santiago González | Jean-Julien Rojer Horia Tecău          | 3:6, 6:7(3)        |
| Finalista     | 9.  | 12 kwietnia 2015     | Houston          | Ceglana       | Treat Huey        | Ričardas Berankis Tejmuraz Gabaszwili  | 4:6, 4:6           |
| Zwycięzca     | 13. | 3 maja 2015          | Estoril          | Ceglana       | Treat Huey        | Marc López David Marrero               | 6:1, 6:4           |
| Finalista     | 10. | 29 sierpnia 2015     | Winston-Salem    | Twarda        | Eric Butorac      | Dominic Inglot Robert Lindstedt        | 2:6, 4:6           |
| Zwycięzca     | 14. | 1 listopada 2015     | Walencja         | Twarda (hala) | Eric Butorac      | Feliciano López Maks Mirny             | 7:6(4), 6:3        |
| Finalista     | 11. | 16 stycznia 2016     | Auckland         | Twarda        | Eric Butorac      | Mate Pavić Michael Venus               | 5:7, 4:6           |
| Zwycięzca     | 15. | 1 maja 2016          | Estoril          | Ceglana       | Eric Butorac      | Łukasz Kubot Marcin Matkowski          | 6:4, 3:6, 10–8     |
| Finalista     | 12. | 14 stycznia 2017     | Auckland         | Twarda        | Jonatan Erlich    | Marcin Matkowski Aisam-ul-Haq Qureshi  | 1:6, 6:2, 10–3     |
| Zwycięzca     | 16. | 22 października 2017 | Antwerpia        | Twarda (hala) | Divij Sharan      | Santiago González Julio Peralta        | 6:4, 2:6, 10–5     |